# Surveillance (film, 2008)
Pour les articles homonymes, voir Surveillance.
Pour plus de détails, voir Fiche technique et Distribution.
Surveillance est un thriller américain de Jennifer Lynch sur son scénario en compagnie de Kent Harper ouvertement inspiré du film Rashōmon d'Akira Kurosawa, avec Julia Ormond, Bill Pullman et Michael Ironside dans le rôle du capitaine. Sorti dans les salles françaises le 30 juillet 2008, le film a été présenté avant-tout en sélection officielle au Festival de Cannes le 21 mai 2008, hors compétition.

## Synopsis
Dans une petite ville perdue de la plaine américaine, deux agents du FBI enquêtent sur des meurtres répétés en plaçant les trois témoins (un policier névrosé, une junkie et un enfant) dans différentes pièces du commissariat. Tous trois leur donnent chacun une version différente des faits, en dissimulant la vérité.

## Fiche technique
- Musique : Todd Bryanton
- Décors : Sara McCudden
- Costumes : Cathy McComb et Sonja Clifton-Remple
- Photographie : Peter Wunstorf
- Montage : Daryl K. Davis
- Production : Marco Mehlitz, Kent Harper et David Michaels
- Sociétés de distribution :  Magnolia Pictures ;  Wild Bunch Distribution
- Pays :  États-Unis,  Allemagne,  Canada
- Format : 2,35:1 - Cinemascope
- Langue : anglais

## Distribution
- Julia Ormond (VF : Déborah Perret) : Elizabeth Anderson
- Bill Pullman (VF : Renaud Marx) : Sam Hallaway
- Pell James : Bobbi Prescott, la junkie
- Ryan Simpkins : Stephanie, la petite fille de huit ans
- French Stewart (VF : Laurent Morteau) : l'officier Jim Conrad
- Kent Harper : l'officier Jack Bennet, le survivant
- Cheri Oteri : la maman de Stephanie
- Michael Ironside (VF : Philippe Dumond) : le capitaine Billings
- Caroline Aaron : Janet
- Hugh Dillon : Steven, le beau-papa de Stephanie
- Gill Gayle : l'officier Degrasso
- Shannon Jardine : Elaine Meyer
- Charlie Newmark (VF : Patrick Laplace) : l'officier Wright
- Mac Miller (VF : Marc Saez) : Johnny
- Anita Smith : Tina
- Josh Strait : Keith
- Kent Wolkowski : David
- David Gane : l'homme de l'épicerie
- D.R. Haney : le dealer
- Angela Lamarsh : l'employée
- Gerald Layton Young : le coroner
- Jennifer Miles : la journaliste TV

## La production
Jennifer Lynch est la fille du réalisateur David Lynch à qui l'on doit des films Eraserhead, Elephant Man, Blue Velvet et la série Twin Peaks. Il est aussi le producteur exécutif de ce film.

### Lieu du tournage
Réalisé avec un budget modeste et en peu de temps, le tournage s'est déroulé dans les plaines de Regina, dans la région de la Saskatchewan au Canada[réf. souhaitée]. 